# Elencos da Uno-X Pro Cycling Team
A equipa de ciclismo profissional norueguesa Uno-X Pro Cycling Team tem tido, durante toda a sua história, os seguintes elencos:

## Team Ringeriks-Kraft

### 2016
| Corredor                  | Nascimento | Nacionalidade | Equipa de 2015                   |
| Jonas Abrahamsen          | 20/09/1995 | Noruega       | Team Oster Hus-Ridley (2014)     |
| Alexander Faglum Karlsson | 11/06/1996 | Suécia        | Team Tre Berg-Bianchi            |
| Audun Brekke Fløtten      | 20/08/1990 | Noruega       | Team Ringeriks-Kraft             |
| Marius André Hafsås       | 19/03/1991 | Noruega       | Team Fixit.no                    |
| Christer Jensen           | 19/02/1990 | Noruega       | Team Ringeriks-Kraft             |
| Njål Kleiven              | 01/05/1994 | Noruega       | Team Ringeriks-Kraft             |
| Kristian Kulset           | 01/10/1995 | Noruega       | Neoprofissional                  |
| Max Emil Kørner           | 03/06/1991 | Noruega       | Team Ringeriks-Kraft             |
| Torstein Træen            | 16/07/1995 | Noruega       | Team Ringeriks-Kraft             |
| Syver Wærsted             | 08/08/1996 | Noruega       | Team Ringeriks-Kraft (stagiaire) |

1. ↑  Desde 1 de maio

Stagiaires

Desde 1 de agosto, os seguintes corredores passaram a fazer parte da equipa como stagiaires (aprendizes à prova).
| Corredor      | Nascimento | Nacionalidade | Equipa 2016 |
| ------------- | ---------- | ------------- | ----------- |
| Lars Saugstad | 28/05/1997 | Noruega       |             |
| Rasmus Tiller | 28/07/1996 | Noruega       |             |

## Uno-X Hydrogen Development Team

### 2017
| Corredor               | Nascimento | Nacionalidade | Equipa de 2016                    |
| Jonas Abrahamsen       | 20/09/1995 | Noruega       | Team Ringeriks-Kraft              |
| Audun Brekke Fløtten   | 20/08/1990 | Noruega       | Team Ringeriks-Kraft              |
| Sondre Kristiansen     | 02/06/1993 | Noruega       | Neoprofissional                   |
| Kristian Kulset        | 01/10/1995 | Noruega       | Team Ringeriks-Kraft              |
| Erik Nordsaeter Resell | 28/09/1996 | Noruega       | Neoprofissional                   |
| Hans Kristian Rudland  | 16/04/1997 | Noruega       | Neoprofissional                   |
| Lars Saugstad          | 28/05/1997 | Noruega       | Team Ringeriks-Kraft (stagiaire)  |
| Torjus Sleen           | 30/03/1997 | Noruega       | Team Joker Byggtorget (stagiaire) |
| Torstein Træen         | 16/07/1995 | Noruega       | Team Ringeriks-Kraft              |
| Sedrik Ullebo          | 21/04/1998 | Noruega       | Neoprofissional                   |
| Syver Wærsted          | 08/08/1996 | Noruega       | Team Ringeriks-Kraft              |

## Uno-X Norwegian Development Team

### 2018
| Corredor                | Nascimento | Nacionalidade | Equipa de 2017             |
| Jonas Abrahamsen        | 20/09/1995 | Noruega       | Uno-X Hydrogen Development |
| Idar Andersen           | 30/04/1999 | Noruega       | Neoprofissional            |
| Tobias Foss             | 25/05/1997 | Noruega       | Joker Icopal               |
| Jonas Iversby Hvideberg | 09/02/1999 | Noruega       | Neoprofissional            |
| Sondre Kristiansen      | 02/06/1993 | Noruega       | Uno-X Hydrogen Development |
| Kristian Kulset         | 01/10/1995 | Noruega       | Uno-X Hydrogen Development |
| Sindre Kulset           | 07/08/1998 | Noruega       | Neoprofissional            |
| Andreas Leknessund      | 21/05/1999 | Noruega       | Neoprofissional            |
| Erik Nordsaeter Resell  | 28/09/1996 | Noruega       | Uno-X Hydrogen Development |
| Hans Kristian Rudland   | 16/04/1997 | Noruega       | Uno-X Hydrogen Development |
| Lars Saugstad           | 28/05/1997 | Noruega       | Uno-X Hydrogen Development |
| Anders Skaarseth        | 07/05/1995 | Noruega       | Joker Icopal               |
| Iver Skaarseth          | 15/03/1998 | Noruega       | Neoprofissional            |
| Torjus Sleen            | 30/03/1997 | Noruega       | Uno-X Hydrogen Development |
| Torstein Træen          | 16/07/1995 | Noruega       | Uno-X Hydrogen Development |
| Sedrik Ullebo           | 21/04/1998 | Noruega       | Uno-X Hydrogen Development |
| Syver Wærsted           | 08/08/1996 | Noruega       | Uno-X Hydrogen Development |

1. ↑  Desde 30 de junho
2. ↑  Desde 13 de junho
3. ↑  Desde 11 de maio
4. ↑  Até a 31 de maio

Stagiaires

Desde 1 de agosto, os seguintes corredores passaram a fazer parte da equipa como stagiaires (aprendizes à prova).
| Corredor                 | Nascimento | Nacionalidade | Equipa de 2018 |
| ------------------------ | ---------- | ------------- | -------------- |
| Sondre Andersson Svensli | 09/05/1998 | Noruega       |                |
| Martin Urianstad         | 06/02/1999 | Noruega       |                |

### 2019
| Corredor                | Nascimento | Nacionalidade | Equipa de 2018                          |
| Jonas Abrahamsen        | 20/09/1995 | Noruega       | Uno-X Norwegian Development             |
| Idar Andersen           | 30/04/1999 | Noruega       | Uno-X Norwegian Development             |
| Tobias Foss             | 25/05/1997 | Noruega       | Uno-X Norwegian Development             |
| Markus Hoelgaard        | 04/10/1994 | Noruega       | Joker Icopal                            |
| Jonas Iversby Hvideberg | 09/02/1999 | Noruega       | Uno-X Norwegian Development             |
| Kristian Kulset         | 01/10/1995 | Noruega       | Uno-X Norwegian Development             |
| Sindre Kulset           | 07/08/1998 | Noruega       | Uno-X Norwegian Development             |
| Andreas Leknessund      | 21/05/1999 | Noruega       | Uno-X Norwegian Development             |
| Erik Nordsaeter Resell  | 28/09/1996 | Noruega       | Uno-X Norwegian Development             |
| Lars Saugstad           | 28/05/1997 | Noruega       | Uno-X Norwegian Development             |
| Anders Skaarseth        | 07/05/1995 | Noruega       | Uno-X Norwegian Development             |
| Iver Skaarseth          | 15/03/1998 | Noruega       | Uno-X Norwegian Development             |
| Kristoffer Skjerping    | 04/05/1993 | Noruega       | Joker Icopal                            |
| Torjus Sleen            | 30/03/1997 | Noruega       | Uno-X Norwegian Development             |
| Torstein Træen          | 16/07/1995 | Noruega       | Uno-X Norwegian Development             |
| Martin Urianstad        | 06/02/1999 | Noruega       | Uno-X Norwegian Development (stagiaire) |

Stagiaires

Desde 1 de agosto, os seguintes corredores passaram a fazer parte da equipa como stagiaires (aprendizes à prova).
| Corredor    | Nascimento | Nacionalidade | Equipa de 2019 |
| ----------- | ---------- | ------------- | -------------- |
| Andre Heggø | 15/02/2000 | Noruega       |                |
| Adne Holter | 08/07/2000 | Noruega       |                |

### 2020
| Corredor                | Nascimento | Nacionalidade | Equipa de 2019                     |
| Jonas Abrahamsen        | 20/09/1995 | Noruega       | Uno-X Norwegian Development        |
| Idar Andersen           | 30/04/1999 | Noruega       | Uno-X Norwegian Development        |
| Erlend Blikra           | 11/01/1997 | Noruega       | Team Coop                          |
| Jacob Hindsgaul Madsen  | 14/07/2000 | Dinamarca     | Team ColoQuick                     |
| Daniel Hoelgaard        | 01/07/1993 | Noruega       | Groupama-FDJ                       |
| Markus Hoelgaard        | 04/10/1994 | Noruega       | Uno-X Norwegian Development        |
| Morten Hulgaard         | 23/08/1998 | Dinamarca     | Team ColoQuick                     |
| Jonas Iversby Hvideberg | 09/02/1999 | Noruega       | Uno-X Norwegian Development        |
| Julius Johansen         | 13/09/1999 | Dinamarca     | Team ColoQuick                     |
| Kristian Kulset         | 01/10/1995 | Noruega       | Uno-X Norwegian Development        |
| Sindre Kulset           | 07/08/1998 | Noruega       | Uno-X Norwegian Development        |
| Niklas Larsen           | 22/03/1997 | Dinamarca     | Team ColoQuick                     |
| Andreas Leknessund      | 21/05/1999 | Noruega       | Uno-X Norwegian Development        |
| Johan Price-Pejtersen   | 26/05/1999 | Dinamarca     | Team ColoQuick                     |
| Erik Nordsaeter Resell  | 28/09/1996 | Noruega       | Uno-X Norwegian Development        |
| Frederik Rodenberg      | 22/01/1998 | Dinamarca     | Team ColoQuick                     |
| Lars Saugstad           | 28/05/1997 | Noruega       | Uno-X Norwegian Development        |
| Anders Skaarseth        | 07/05/1995 | Noruega       | Uno-X Norwegian Development        |
| Iver Skaarseth          | 15/03/1998 | Noruega       | Uno-X Norwegian Development        |
| Torjus Sleen            | 30/03/1997 | Noruega       | Uno-X Norwegian Development        |
| Torstein Træen          | 16/07/1995 | Noruega       | Uno-X Norwegian Development        |
| Martin Urianstad        | 06/02/1999 | Noruega       | Uno-X Norwegian Development        |
| Syver Wærsted           | 08/08/1996 | Noruega       | Uno-X Norwegian Development (2018) |

1. ↑  Desde 1 de agosto

## Uno-X Pro Cycling Team

### 2021
| Corredor                | Nascimento | Nacionalidade | Equipa de 2020         |
| Jonas Abrahamsen        | 20/09/1995 | Noruega       | Uno-X Pro Cycling Team |
| Idar Andersen           | 30/04/1999 | Noruega       | Uno-X Pro Cycling Team |
| Erlend Blikra           | 11/01/1997 | Noruega       | Uno-X Pro Cycling Team |
| Kristoffer Halvorsen    | 13/04/1996 | Noruega       | EF Pro Cycling         |
| Jacob Hindsgaul Madsen  | 14/07/2000 | Dinamarca     | Uno-X Pro Cycling Team |
| Daniel Hoelgaard        | 01/07/1993 | Noruega       | Uno-X Pro Cycling Team |
| Markus Hoelgaard        | 04/10/1994 | Noruega       | Uno-X Pro Cycling Team |
| Morten Hulgaard         | 23/08/1998 | Dinamarca     | Uno-X Pro Cycling Team |
| Jonas Iversby Hvideberg | 09/02/1999 | Noruega       | Uno-X Pro Cycling Team |
| Julius Johansen         | 13/09/1999 | Dinamarca     | Uno-X Pro Cycling Team |
| Kristian Kulset         | 01/10/1995 | Noruega       | Uno-X Pro Cycling Team |
| Sindre Kulset           | 07/08/1998 | Noruega       | Uno-X Pro Cycling Team |
| Niklas Larsen           | 22/03/1997 | Dinamarca     | Uno-X Pro Cycling Team |
| Johan Price-Pejtersen   | 26/05/1999 | Dinamarca     | Uno-X Pro Cycling Team |
| Erik Nordsaeter Resell  | 28/09/1996 | Noruega       | Uno-X Pro Cycling Team |
| Frederik Rodenberg      | 22/01/1998 | Dinamarca     | Uno-X Pro Cycling Team |
| Lars Saugstad           | 28/05/1997 | Noruega       | Uno-X Pro Cycling Team |
| Anders Skaarseth        | 07/05/1995 | Noruega       | Uno-X Pro Cycling Team |
| Iver Skaarseth          | 15/03/1998 | Noruega       | Uno-X Pro Cycling Team |
| Torjus Sleen            | 30/03/1997 | Noruega       | Uno-X Pro Cycling Team |
| Rasmus Tiller           | 28/07/1996 | Noruega       | NTT Pro Cycling        |
| Torstein Træen          | 16/07/1995 | Noruega       | Uno-X Pro Cycling Team |
| Martin Urianstad        | 06/02/1999 | Noruega       | Uno-X Pro Cycling Team |
| Søren Wærenskjold       | 12/03/2000 | Noruega       | Joker Fuel of Norway   |
| Syver Wærsted           | 08/08/1996 | Noruega       | Uno-X Pro Cycling Team |

### 2022
| Corredor                   | Nascimento | Nacionalidade | Equipa de 2021              |
| Jonas Abrahamsen           | 20/09/1995 | Noruega       | Uno-X Pro Cycling Team      |
| Idar Andersen              | 30/04/1999 | Noruega       | Uno-X Pro Cycling Team      |
| Erlend Blikra              | 11/01/1997 | Noruega       | Uno-X Pro Cycling Team      |
| Anthon Charmig             | 25/03/1998 | Dinamarca     | Uno-X Dare Development Team |
| Fredrik Dversnes           | 20/03/1997 | Noruega       | Team Coop                   |
| Niklas Eg                  | 06/01/1995 | Dinamarca     | Trek-Segafredo              |
| Jonas Gregaard             | 30/07/1996 | Dinamarca     | Astana-Premier Tech         |
| Tord Gudmestad             | 08/05/2001 | Noruega       | Team Coop                   |
| Kristoffer Halvorsen       | 13/04/1996 | Noruega       | Uno-X Pro Cycling Team      |
| Lasse Norman Hansen        | 11/02/1992 | Dinamarca     | Team Qhubeka NextHash       |
| Jacob Hindsgaul Madsen     | 14/07/2000 | Dinamarca     | Uno-X Pro Cycling Team      |
| Ådne Holter                | 08/07/2000 | Noruega       | Joker Fuel of Norway (2020) |
| Morten Hulgaard            | 23/08/1998 | Dinamarca     | Uno-X Pro Cycling Team      |
| Anders Halland Johannessen | 23/08/1999 | Noruega       | Uno-X Dare Development Team |
| Tobias Halland Johannessen | 23/08/1999 | Noruega       | Uno-X Dare Development Team |
| Kristian Kulset            | 01/10/1995 | Noruega       | Uno-X Pro Cycling Team      |
| Sindre Kulset              | 07/08/1998 | Noruega       | Uno-X Pro Cycling Team      |
| Niklas Larsen              | 22/03/1997 | Dinamarca     | Uno-X Pro Cycling Team      |
| William Blume Levy         | 14/01/2001 | Dinamarca     | Team ColoQuick              |
| Erik Nordsaeter Resell     | 28/09/1996 | Noruega       | Uno-X Pro Cycling Team      |
| Lars Saugstad              | 28/05/1997 | Noruega       | Uno-X Pro Cycling Team      |
| Anders Skaarseth           | 07/05/1995 | Noruega       | Uno-X Pro Cycling Team      |
| Iver Skaarseth             | 15/03/1998 | Noruega       | Uno-X Pro Cycling Team      |
| Torjus Sleen               | 30/03/1997 | Noruega       | Uno-X Pro Cycling Team      |
| Rasmus Tiller              | 28/07/1996 | Noruega       | Uno-X Pro Cycling Team      |
| Torstein Træen             | 16/07/1995 | Noruega       | Uno-X Pro Cycling Team      |
| Martin Urianstad           | 06/02/1999 | Noruega       | Uno-X Pro Cycling Team      |
| Søren Wærenskjold          | 12/03/2000 | Noruega       | Uno-X Pro Cycling Team      |
| Syver Wærsted              | 08/08/1996 | Noruega       | Uno-X Pro Cycling Team      |

### 2023
| Corredor                   | Nascimento | Nacionalidade | Equipa de 2022                     |
| Jonas Abrahamsen           | 20/09/1995 | Noruega       | Uno-X Pro Cycling Team             |
| Idar Andersen              | 30/04/1999 | Noruega       | Uno-X Pro Cycling Team             |
| Louis Bendixen             | 23/06/1995 | Dinamarca     | Team Coop                          |
| Erlend Blikra              | 11/01/1997 | Noruega       | Uno-X Pro Cycling Team             |
| Anthon Charmig             | 25/03/1998 | Dinamarca     | Uno-X Pro Cycling Team             |
| Fredrik Dversnes           | 20/03/1997 | Noruega       | Uno-X Pro Cycling Team             |
| Niklas Eg                  | 06/01/1995 | Dinamarca     | Uno-X Pro Cycling Team             |
| Stian Fredheim             | 23/03/2003 | Noruega       | Uno-X Dare Development Team        |
| Jonas Gregaard             | 30/07/1996 | Dinamarca     | Uno-X Pro Cycling Team             |
| Tord Gudmestad             | 08/05/2001 | Noruega       | Uno-X Pro Cycling Team             |
| Kristoffer Halvorsen       | 13/04/1996 | Noruega       | Uno-X Pro Cycling Team             |
| Lasse Norman Hansen        | 11/02/1992 | Dinamarca     | Uno-X Pro Cycling Team             |
| Jacob Hindsgaul Madsen     | 14/07/2000 | Dinamarca     | Uno-X Pro Cycling Team             |
| Ådne Holter                | 08/07/2000 | Noruega       | Uno-X Pro Cycling Team             |
| Anders Halland Johannessen | 23/08/1999 | Noruega       | Uno-X Pro Cycling Team             |
| Tobias Halland Johannessen | 23/08/1999 | Noruega       | Uno-X Pro Cycling Team             |
| Alexander Kristoff         | 05/07/1987 | Noruega       | Intermarché-Wanty-Gobert Matériaux |
| Magnus Kulset              | 18/08/2000 | Noruega       | Uno-X Dare Development Team        |
| Sindre Kulset              | 07/08/1998 | Noruega       | Uno-X Pro Cycling Team             |
| Niklas Larsen              | 22/03/1997 | Dinamarca     | Uno-X Pro Cycling Team             |
| William Blume Levy         | 14/01/2001 | Dinamarca     | Uno-X Pro Cycling Team             |
| Erik Nordsaeter Resell     | 28/09/1996 | Noruega       | Uno-X Pro Cycling Team             |
| Marcus Sander Hansen       | 25/08/2000 | Dinamarca     | Uno-X Dare Development Team        |
| Anders Skaarseth           | 07/05/1995 | Noruega       | Uno-X Pro Cycling Team             |
| Rasmus Tiller              | 28/07/1996 | Noruega       | Uno-X Pro Cycling Team             |
| Torstein Træen             | 16/07/1995 | Noruega       | Uno-X Pro Cycling Team             |
| Martin Urianstad           | 06/02/1999 | Noruega       | Uno-X Pro Cycling Team             |
| Søren Wærenskjold          | 12/03/2000 | Noruega       | Uno-X Pro Cycling Team             |